# Anoxomer
Anoxomer ist ein Polymer, das durch Kondensation von Divinylbenzol und antioxidativ wirkenden Monomeren gebildet wird. Als Lebensmittelzusatzstoff wird es mit der E-Nummer E323 bezeichnet. Es handelt sich um ein nicht verdauliches polymeres Antioxidans, das entwickelt wurde, um die Einführung bewährter Antioxidantien in nicht resorbierbarer Form zu ermöglichen, um mögliche Gesundheitsrisiken im Zusammenhang mit ihrer Verdauung zu vermeiden.

## Synthese
Anoxomer wird durch Kondensationspolymerisation von Divinylbenzol und einem Gemisch aus antioxidativ wirkenden Monomeren wie tert-Butylhydrochinon, tert-Butylphenol, Hydroxyanisol, p-Kresol und 4,4′-Isopropylidendiphenol hergestellt.

## Eigenschaften
Anoxomer ist ein Kondensationspolymer mit einem Molekulargewicht zwischen 0,5 kDa und 50 kDa, mit einem Modalwert von 4 kDa. Das weiße Pulver ist unlöslich in Wasser und sehr gut löslich in Ethanol, Aceton, Diethylether, Chloroform und Benzol. Es besteht Thermostabilität bis 300 °C in thermogravimetrischen Messungen und bis 190 °C bei sechs Stunden Dauerbelastung, sodass Anoxomer in Frittierfetten eingesetzt werden kann. Die Haltbarkeit beträgt mindestens fünf Jahre.

## Verwendung
Anoxomer wurde 1983 in den USA durch die Food and Drug Administration (FDA) als Lebensmittelzusatzstoff zugelassen. 
Es wird als nicht resorbierbares Antioxidans zur Verlängerung der Haltbarkeit von zahlreichen Produkten eingesetzt, dazu gehören Kaugummi, ätherische Öle, Kekse, Chips, verarbeitete Fleischprodukte und Speisefette. Aufgrund seiner hohen Temperaturstabilität, minimalen Diffusivität und minimalen Volatilität wird es insbesondere in essbaren Ölen und Fetten verwendet.
In Herstellungsprozessen von Lebensmitteln werden Konzentrate von 10–20 % Anoxomer in Speisefett verwendet. Die finale Konzentration im Produkt darf in den USA 0,5 % des Gesamtfettgehalts nicht überschreiten.